# 益子参考館
濱田庄司記念益子参考館（はまだしょうじきねんましこさんこうかん）は、栃木県芳賀郡益子町にある濱田庄司の自邸の一部と陶芸窯（工房）跡を活用した栃木県の登録博物館。運営は「公益財団法人濱田庄司記念益子参考館」（はまだしょうじきねんましこさんこうかん、法人番号：3060005007610）。
益子焼の陶芸家であり、民藝運動の主要人物であった濱田庄司が、濱田自身が参考にした蒐集品を、あらゆる人々に「参考にしてもらうために」、自らの手で世界各地から蒐集した民藝品を展示している博物館である。

## 沿革
1924年（大正13年）に濱田庄司が益子町に移住し、1930年（昭和5年）から現在の益子参考館及び濱田窯の敷地内に、益子町や茂木町などに建てられていた近隣の複数の建物を徐々に購入移築していき、自身の生活と作陶の場としていった。
以前より自分の蒐集品を一般の人々にも見学して貰っていたが、より一層効果的に観覧が出来るように、1974年（昭和49年）12月9日、自身の80歳の誕生日を記念し「財団法人益子参考館」を設立。濱田庄司所有の建築物とこれまでの蒐集品を寄付した。そして1976年（昭和51年）9月27日に私立博物館登録を行った。
濱田庄司最晩年となった1977年（昭和52年）4月10日、後進の民藝の道を志す人たちの創作や、一般の人たちも民藝品を鑑賞することの「参考にしてもらいたい」という想いの元に、濱田庄司を初代館長として、濱田の自邸の一部を使用し、濱田自身が日本のみならず世界中から蒐集した様々な民藝品を展示した「益子参考館」を開館した。同日に開館式が行われ、4月12日から一般公開された。
1978年（昭和53年）1月、濱田庄司の逝去により濱田晋作が「益子参考館」の2代目館長となる。
濱田庄司逝去後の1978年（昭和53年）5月、観覧者の要望により、濱田庄司の作品の陳列も試み、大いに好評を得た。
濱田庄司逝去後の1978年（昭和53年）7月から始まった益子参考館の収蔵庫の建築と、細工場と登り窯の整備改修などを目的とした支援募金活動の主旨に「濱田庄司作品を観覧出来る施設を」の要望が入れられたため、濱田邸内の長屋門の一つをその為の施設として転用することにし、土台を補修し、原形を留めながら改修。濱田庄司逝去から約10年後の1989年（平成元年）4月、「濱田庄司記念館」として開館された。
2012年（平成24年）4月、晋作が益子参考館館長を次男の濱田友緒に譲り、名誉館長に就任した。3代目館長に就任した友緒は2011年（平成23年）に発生した東日本大震災で濱田窯と共に被災した益子参考館の再建に尽力していった。
2013年（平成25年）、益子参考館が数多くの寄付金をもとにして再建し「益子参考館再建式典」を館内で開催した。
2014年（平成26年）4月25日、栃木県教育委員会は博物館法の規定により、当館の法人名を「公益財団法人濱田庄司記念益子参考館」に、そして博物館名も「公益財団法人濱田庄司記念益子参考館」と変更登録をすると公示した。
2015年（平成27年）、益子参考館内にある、震災で崩壊した後、再建を果たした濱田庄司の大窯登り窯を使用して、震災復興を記念する「濱田庄司登り窯復活プロジェクト」を開催。益子焼の陶芸家約100名が参加し焼成を行い好評を博した。そして2018年（平成30年）には益子焼と笠間焼の陶芸家計87名が参加し、第2回目となる登り窯復活祭プロジェクトを行った。

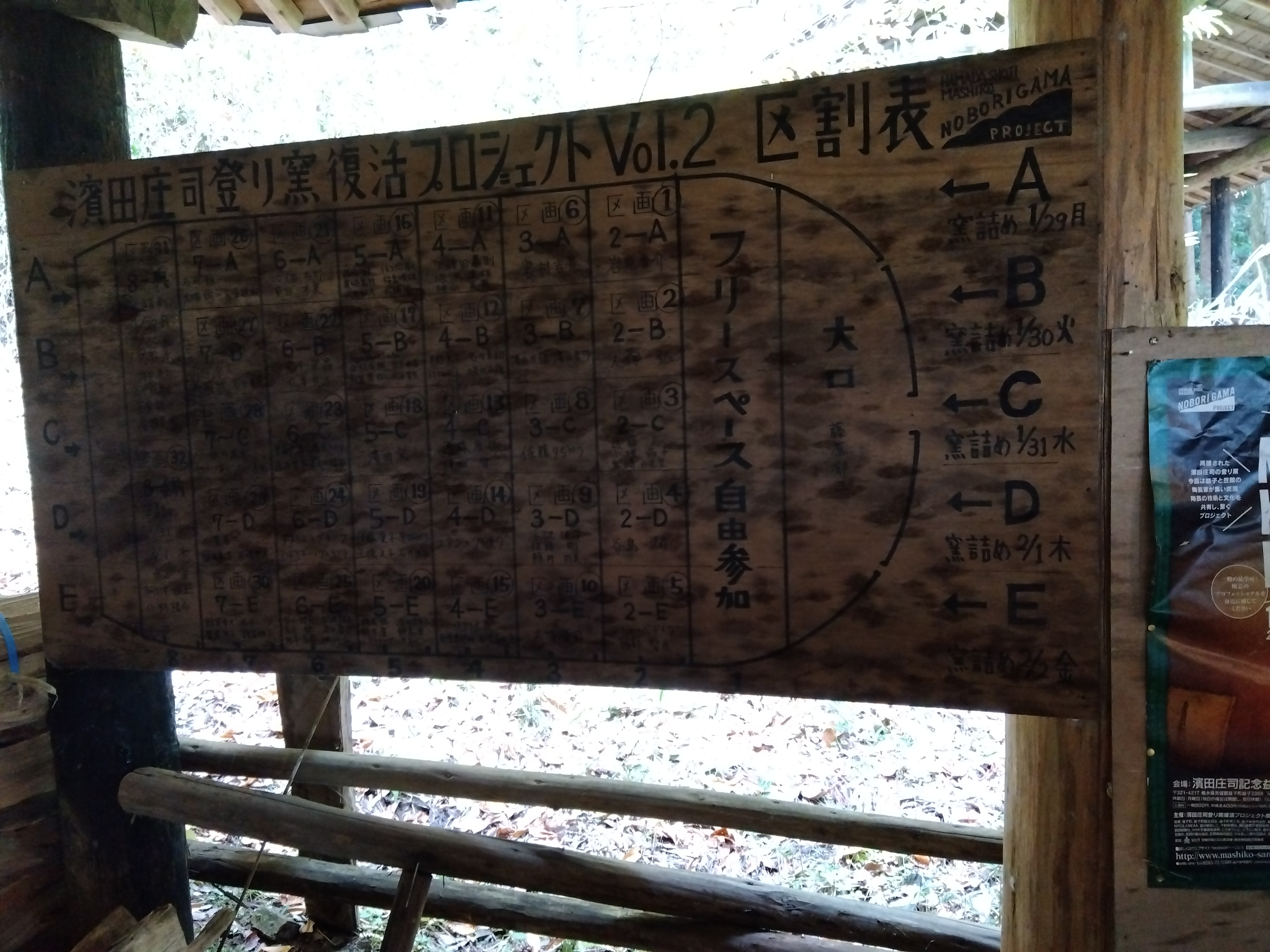
益子参考館で行われた「登り窯復活プロジェクトVol.2」区割表。

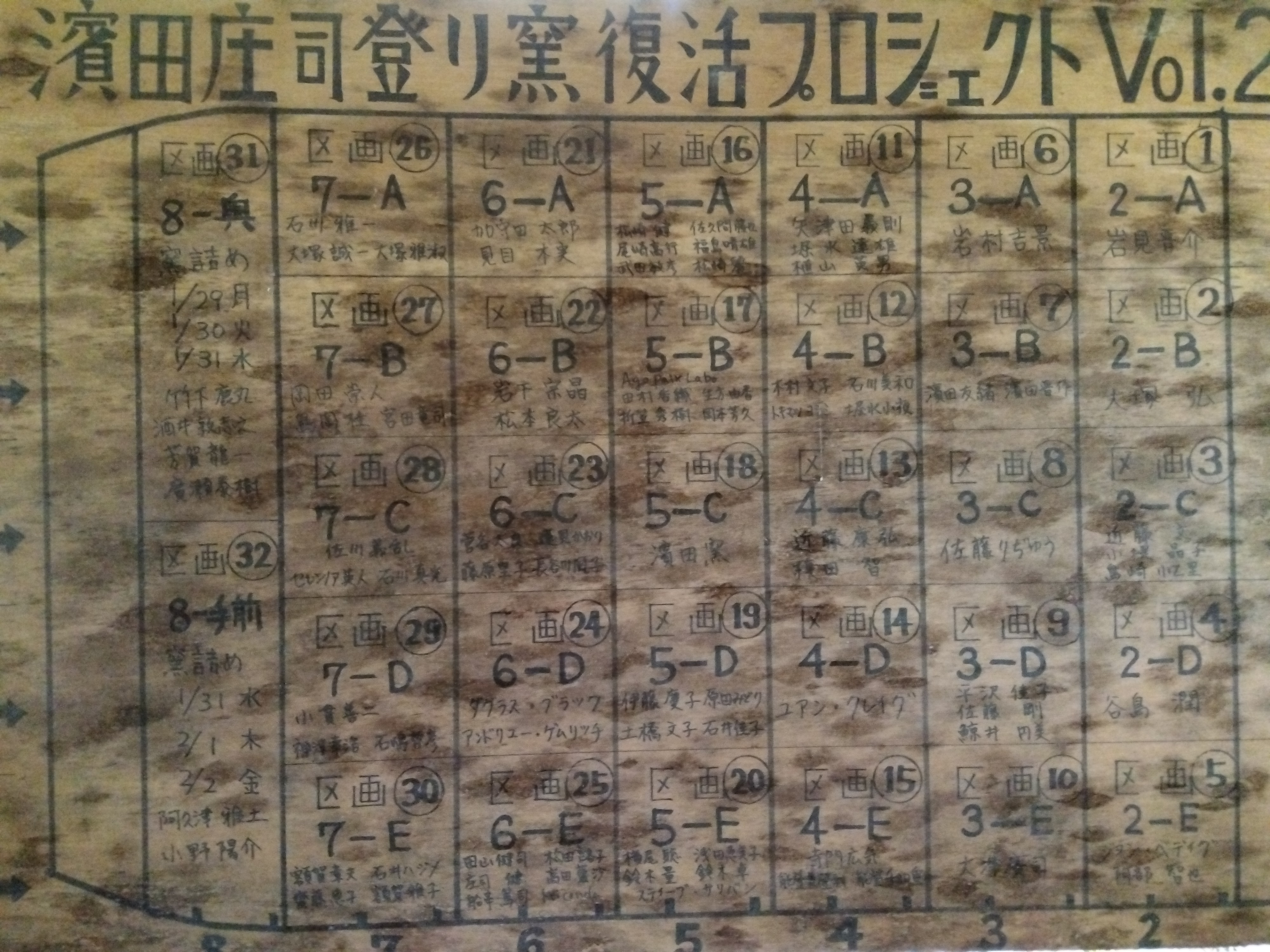
益子参考館で行われた「登り窯復活プロジェクトVol.2」区割表の近影。

## 施設
いずれも濱田庄司が気に入った建物を益子町近辺から購入移築された建築物であり、5棟の建物を展示館として濱田庄司が気に入って収集した日本に留まらない「名も無き作り手たちの」アジア、ヨーロッパ、中南米、太平洋諸国などの世界各国の陶磁器、木工、漆器、金工、染織など様々な工芸品を展示し公開している
。
また濱田庄司が作陶活動をしていた工房である細工場や登り窯も当時のまま置かれており、その庭は木々や草花にあふれ、季節により様々な風景を楽しむ事が出来る。
そして屋外のあちこちにも沖縄の骨壺である「厨子甕」や陶器や石像など様々な蒐集品が展示されている。
長屋門
益子参考館の入り口となる長屋門。
受付（西側）
長屋門の西側に、受付と案内所と売店がある。
1号館（東側）
年に2、3回展示替えを行い、濱田庄司の蒐集品や、濱田庄司と関わり合いがあった人々を題材とした展覧会を催している。
益子・セントアイヴス交流100年記念碑
長屋門入口左側に設置された
濱田庄司とバーナード・リーチの交流の始まりから100年を記念して、益子町の益子参考館とセント・アイヴスのリーチ・ポタリー（英語: Leach Pottery）にそれぞれ設置された記念碑。
益子の碑には「St Ives 9803km」の文字が、そしてセント・アイヴスの碑には「Mashiko 6091miles」の文字がそれぞれ記されている。
2号館
栃木県宇都宮市の特産物「大谷石」で作られた石蔵を移築したものを展示室としている。
主に西洋やオリエント地方からの蒐集品が展示されている。
3号館
こちらも「大谷石」で作られた石蔵を展示室としている。
主に日本や中国、韓国、台湾などのアジアからの蒐集品が展示されている。
4号館：上ん台
「上ん台（うえんだい）」と呼ばれている濱田庄司の別邸を展示室としている。
益子町の高野家の母屋を1942年（昭和17年）に購入移築、濱田家の離れとして来客用宿舎とした建物。濱田庄司がもっとも気に入っていた母屋であり、移築した際に濱田庄司が民藝の趣向を凝らした意匠を加え、益子の職人に制作させた調度品を置くなどして様々に手を加えたため、民藝感に溢れた独特な雰囲気を体感出来る建物となっており、2002年（平成14年）8月30日に栃木県の有形文化財に指定された。
また2020年度（令和2年度）には笠間市と益子町が連携したストーリー「かさましこ」として、文化庁から「日本遺産」の構成文化財の一つに認定された。
現在は濱田庄司による英国などからの蒐集品や日本の家具や木喰仏など様々な蒐集品が展示されている。
また、濱田庄司の蒐集した家具が実際に使用できるスペースがあり、品物を直に体験できる機会を設けて、コーヒーや益子町産のハーブティーなどの飲み物が提供されており休憩も可能。トークショーや茶道の練習会、そしてミニコンサートなど、様々な企画が催されている。
細工場
益子町の黒子家の作業所を1941年（昭和16年）に購入移築された細工場。益子町の最初期の作業所の形式を残しており、2003年（平成15年）3月20日に益子町の有形文化財に指定された。
また2020年度（令和2年度）には笠間市と益子町が連携したストーリー「かさましこ」として、文化庁から「日本遺産」の構成文化財の一つに認定された。
濱田庄司が実際に使用していた手回し轆轤が置いてある。
登り窯
濱田庄司が使用していた塩釉窯、赤絵窯、そして八室からなる大登り窯が見学できる。
大登り窯は2003年（平成5年）11月5日に益子町の有形文化財に指定された。
東日本大震災の時に崩壊してしまったが修復され「濱田庄司登り窯復活プロジェクト」が2015年（平成27年）と2018年（平成30年）の2回、開催された。
また2020年度（令和2年度）には笠間市と益子町が連携したストーリー「かさましこ」として、文化庁から「日本遺産」の構成文化財の一つに認定された。
濱田庄司館
主に大皿や素描などの濱田庄司作の作品が展示されている長屋門。
河井寛次郎たち「濱田庄司と交流のあった作家たち」の作品も展示されている。

## 館内風景
濱田庄司記念益子参考館の風景
- 益子参考館１号館。
- 益子参考館内の案内図。
- 益子参考館の２号館（右側）と３号館（左側）
- 益子参考館の工房：細工場の外観。
- 益子参考館の工房：細工場の内部。
- 益子参考館の登り窯。
- 濱田庄司の別邸であった[20]益子参考館4号館。通称「上ん台」。
- 益子参考館「濱田庄司館」。

### 栃木県大百科事典
- 栃木県大百科事典刊行会 編『栃木県大百科事典』下野新聞社、1980年6月8日。 NCID BN01648956。国立国会図書館サーチ：R100000002-I000001497900, R100000001-I19111009210186181, R100000001-I05111005010090963, R100000074-I000250661, R100000001-I27210080088421, R100000001-I40111100100245, R100000001-I35115010125679。

「国会図書館デジタルコレクション 個人向けデジタル化資料送信サービス」で閲覧可。
- 『栃木県大百科事典』「ましこさんこうかん 益子参考館」P659 - 国立国会図書館デジタルコレクション

## 関連文献
- 水尾比呂志 著、水尾比呂志 編『益子参考館 浜田庄司蒐集 1（日本）』 1巻、学習研究社、1978年10月25日。 NCID BN07137100。国立国会図書館サーチ：R100000001-I25110064748, R100000001-I19111009210186936, R100000002-I000001460402, R100000001-I46111132133587。
- 水尾比呂志 著、水尾比呂志 編『益子参考館 浜田庄司蒐集 2（東洋）』 2巻、学習研究社、1978年12月20日。 NCID BN07137100。国立国会図書館サーチ：R100000001-I25110064747, R100000001-I19111009210186937, R100000002-I000001399434, R100000001-I46111132133588。
- 水尾比呂志 著、水尾比呂志 編『益子参考館 浜田庄司蒐集 3（欧米・その他）』 3巻、学習研究社、1979年1月20日。 NCID BN07137100。国立国会図書館サーチ：R100000001-I25110064746, R100000001-I19111009210186938, R100000002-I000001460403, R100000001-I20111005010137443。
- 坂井基樹,竹見洋一郎,則武優『理想の暮らしを求めて　濱田庄司スタイル』株式会社美術出版社、2011年7月14日。ISBN 9784568103960。

### 公式サイト
- 公益財団法人濱田庄司記念益子参考館
- 濱田庄司記念益子参考館 (@hamadashojimuseum_) - Instagram
- 濱田庄司記念益子参考館 (@HamadaMuseum) - X
- 濱田庄司記念益子参考館 - YouTubeチャンネル
- Tomoo Hamada (@tomoohamada) - Instagram：濱田庄司の孫。濱田窯3代目代表。「濱田庄司記念益子参考館」3代目館長である濱田友緒のInstagram。
- 濱田 雅子 (@_masako_) - Instagram：「濱田庄司記念益子参考館」館長である濱田友緒の妻であり、益子参考館職員でもある濱田雅子のInstagram。

### 案内サイト
- 濱田庄司記念益子参考館 - 益子町観光協会
- 公益財団法人 濱田庄司記念益子参考館 - 全国の美術館・博物館情報　文化遺産オンライン
- 濱田庄司記念益子参考館 ｜日光・那須・鬼怒川 - 栃木の観光情報
- 益子焼／益子参考館（ましこさんこうかん） - 全国旅手帖－陶芸ZANMAI

### 特集記事
- 民藝運動の精神を未来へとつなぐ公益財団法人。震災による被災を乗り越えられたのはSNSとICTの活用によって生まれた人と人とのつながり　濱田庄司記念益子参考館（栃木県）｜サービス業のICT導入事例 － 中小企業応援サイト／RICOH（リコー）

### 訪問記
- 益子焼／益子参考館（ましこさんこうかん）｜全国旅手帖 － 陶芸ZANMAI
- 益子参考館（濱田庄司）訪問記｜みんげい　おくむら
- “益子　濱田庄司　大誠窯”. Inspire (2014年5月27日). 2023年5月2日閲覧。
- ““濱田庄司記念益子参考館”さん”. これトチ！ (2014年9月4日). 2023年3月27日閲覧。
- “人間国宝･濱田庄司の蒐集品を公開する「益子参考館」で感性を磨こう”. 観光・旅行ガイド - ぐるたび (2015年11月11日). 2023年3月27日閲覧。
- “益子に行ったら、益子参考館へ。人間国宝・濱田庄司が集めた世界の民芸コレクションを堪能”. 中川政七商店の読みもの (2019年11月4日). 2023年3月27日閲覧。
- “益子ショートトリップ with JinJin”. classico ｜ blog (2020年8月10日). 2023年6月30日閲覧。
- “旅の思い出「濱田庄司記念益子参考館」で焼き物は観るだけと誓う（栃木県）”. ひつぞうとおサル妻の山旅日記 (2023年3月7日). 2023年3月27日閲覧。